# Битка при Босуърт
Битката при Босуърт на 22 август 1485 г. е предпоследната битка от Войната на розите, гражданска война между Династията на Ланкастър и Династията на Йорк, която бушува в Англия във втората половина на 15 век. Битката е решителна победа за ланкастърите. Техният лидер, Хенри Тюдор, граф на Ричмънд, става първият английски монарх от Тюдоровата династия чрез своята победа и последвала женитба за йоркистка принцеса. Неговият опонент, Ричард III, последният крал от Йоркистката династия, е убит в битката.
Историците считат, че битката при Босуърт поставя края на Плантагенетската династия, правейки я един от определящите моменти в английската история.

## Предистория
През 1471 г. йорките побеждават ланкастърите в битките при Барнет и Тюксбъри. Ланкастърският крал Хенри VI и единственият му син, Едуард, умират скоро след битката. Смъртта им оставя Ланкастърската династия без преки претенденти за трона. Йоркският крал, Едуард IV, е в пълен контрол на Англия. Той лишава от граждански права онези, които отказват да се подчинят на управлението му, като Джаспър Тюдор и синът му Хенри, наричайки ги предатели и конфискувайки земите им. Тюдорите бягат във Франция, но силни ветрове ги принуждават да слезат на брега на Бретан, където са задържани от Франсоа II, херцог на Бретан. Майката на Хенри, лейди Маргарет Бофорт, е далечна роднина на Джон Гонт, чичо на крал Ричард II и баща на крал Хенри IV. Бофор са извънбрачни, но Хенри IV ги легитимира при условие, че техните потомци няма да предявяват претенции за трона. Хенри Тюдор, единственият останал ланкастърски благородник със следа от кралска кръв, има слаба претенция за престола и Едуард го счита за „никой“. Франсоа обаче гледа на Хенри като на ценен инструмент за пазарене за помощ от Англия и държи Тюдорите под своя опека.
Едуард IV умира дванадесет години по-късно на 9 март 1483 г. Неговият дванадесетгодишен по-възрастен син го наследява като Едуард V; по-малкият син, деветгодишният Ричард от Шрюсбъри е следващ в последователността за престола. Едуард V е твърде малък да управлява и е учреден Кралски съвет, който да управлява страната до пълнолетието на краля. Кралският двор е разтревожен, когато научава, че семейство Уудвил, роднини на кралицата майка Елизабет Уудвил, планира да превземе съвета. Засегнали мнозина в стремежа си към богатство и власт, семейство Уудвил не е популярно. За да фрустрира амбициите на Уудвил сър Хенри Хейстигс и други членове на съвета се обръщат към чичото на младия крал – Ричард, херцог на Глостър, брат на Едуард IV. Придворните подканват Глостър да заеме ролята на протектор (защитник) бързо, както преди това е било искано от сега мъртвия му брат. На 29 април Глостър, заедно с гвардейски контингент и Хенри Стафърд, 2-ри херцог на Бъкингам задържа Едуард V и арестува няколко видни членове на семейство Уудвил. След като докарва младият крал в Лондон, Ричард заповядва екзекуцията на арестуваните Уудвил и те са обезглавени.
На 13 юни Ричард обвинява Хейстингс, че заговорничи с Уудвил и той е обезглавен. Девет дена по-късно Глостър убеждава парламента да обяви брака на Едуард IV с Елизабет за незаконен, правейки децата им незаконни и дисквалифицирайки ги за престола. След като племенниците му са отстранени той става пръв наследник на трона и е обявен за крал Ричард III на 26 юни. Моментът и извънзаконовите средства, с които Ричард се възкачва на престола не му донасят популярност и злостни слухове за краля се разпространяват из Англия след като са обявени за копелета двамата принцове са затворени в Тауър и не са видени отново. С изключение на жителите на севера, англичаните твърдо вярват, че Ричард „тирана“ е убил племенниците си.
Недоволство от действията на Ричард се проявява през лятото, след като поема контрол над страната, като се появява заговор да бъде изместен от престола. Бунтовниците са повечето лоялисти на Едуард IV, които считат Ричард за узурпатор. Техните планове се координират от майката на Хенри, лейди Маргарет, която популяризира сина си като кандидат за престола. Най-висшестоящият конспиратор е Бъкингам. Хрониките не казват мотива на Бъкингам да се присъедини към заговора, но историкът Чарлс Рос предполага, че Бъкингам се е опитвал да се отдалечи от крал, който е станал все по-непопулярен сред населението. Майкъл Джоунс и Малкъм Андърууд предлагат, че Маргарет е заблудила Бъкингам, че бунтовниците го подкрепят за престола.
Планът е да се вдигнат въстания в скоро време в Южна и Западна Англия, съкрушавайки силите на Ричард. Бъкингам ще подкрепи въстаниците като нахлуе от Уелс, а Хенри ще дойде по море. Лошото синхронизиране и метеорологично време провалят заговора. Въстание в Кент започва 10 дена преждевременно, вдигайки по тревога Ричард да свика кралските армии и да предприеме стъпки да потуши бунтовете. Шпионите на Ричард го информират за действията на Бъкингам и хората му превземат и унищожават мостовете по р. Севърн. Когато Бъкингам и неговата армия достигат реката, те я откриват придошла и невъзможно да се пресече поради буря, развихрила се на 15 октомври. Бъкингам е в капан и няма безопасно място, където да отстъпи; неговите уелски врагове завземат уелският му замък, след като го е напуснал с армията си. Херцогът изоставя плановете си и бяга в Уем, където е предаден от прислужника си и пленен от хората на Ричард. На 2 ноември е екзекутиран. Хенри е опитал да акостира на 10 октомври (или на 19 октомври), но флотата му е разпръсната от буря. Той достига източния бряг на Англия (или при Плимът или при Пуул) и група войници го извикват да дойде на брега. Те са всъщност хора на Ричард, готови да пленят Хенри щом стъпи на английска земя. Хенри не е заблуден и се връща в Бретан, изоставяйки нашествието. Без Бъкингам или Хенри бунтът е лесно потушен от Ричард.
Оцелелите от провалените въстания бягат в Бретан, където открито подкрепят претенцията на Хенри за престола. На Коледа Хенри Тюдор се заклева да се ожени за дъщерята на Едуард IV, Елизабет Йоркска, за да обедини воюващите династии на Йорк и Ланкастър. Растящата известност на Хенри го прави голяма заплаха за Ричард и йоркисткият крал прави няколко постъпления пред Франсоа Бретански да предаде младия ланкастър. Франсоа отказва, задържайки за възможност на по-добри условия от Ричард. В средата на 1484 г. Франсоа е обезсилен от болест и докато се възстановява неговият ковчежник, Пиер Ландоа, поема управлението. Ландоа достига споразумение с Ричард да върне Хенри и чичо му в замяна на военна и финансова помощ. Жан Мортон, епископ на Фландрия, научава за интригата и предупреждава Тюдорите, които бягат във Франция. Френският двор им позволява да останат. Тюдорите са полезни пешки за осигуряване на ненамесата на Ричард в плановете да се анексира Бретан. На 16 март 1485 г. кралицата на Ричард, Ан Мелвил, умира и се разпространяват слухове, че тя е убита, за да се освободи пътя за негова женитба с племенницата му Елизабет. Мълвата отчуждава Ричард от някои от северните му поддръжници и разстройва Хенри отвъд Ла Манша. Загубата на ръката на Елизабет може да разнищи съюза между ланкастърските поддръжници на Хенри и поддръжниците на Едуард IV. Разтревожен да си осигури булката Хенри събира приблизително 2000 мъже и отплава от Франция на 1 август.

## Командири
До XV век рицарските идеали за служене на краля в Англия са покварени. Въоръжените сили обикновено се събират чрез повиквания в индивидуалните имения. Всеки здрав мъж трябва да отговори на призива на господаря си на оръжие и всеки лорд има изключително право над опълчението си. Въпреки че един крал може да свика лично опълчение от собствените си земи, той можел да събере достатъчно голяма армия само с подкрепата на благородниците си. Ричард, подобно на предшествениците си, трябва да спечели тези мъже като им дава дарове и поддържа сърдечни взаимоотношения. Могъщи благородници можели да искат големи стимули, за да останат на страната на краля, иначе можели да се обърнат срещу него. Три групи, всяка със собствен дневен ред, застават на Босуъртовото поле: Ричард III със своята йоркистка армия, Хенри Тюдор, застъпник на ланкастъровата кауза и „седящите на оградата“ Станли.

### Йорки
Нисък и слаб, Ричард няма силната физика, свързвана с мнозина от Плантагенетските му предшественици. Той обаче се наслаждава на груби спортове и активности, които се считат за мъжествени. Неговите дела на бойното поле много впечатляват брат му и той става дясната ръка на Едуард. През 1480-те години Ричард отбранява северните граници на Англия. През 1482 г. Едуард го натоварва да поведе армия в Шотландия с цел замяната на крал Джеймс III с херцогът на Олбани. Армията на Ричард пробива шотландската отбрана и окупира столицата, но Олбани решава да се откаже от претенцията си за престола в замяна на поста генерал-лейтенант на Шотландия. Освен получаване на гаранции, че шотландското правителство ще даде територии и дипломатически облаги на английската корона, кампанията на Ричард възстановява гр. Беруик ъпон Туийд, който шотландците са превзели през 1460 г. (в Нортъмбърланд). Едуард не е задоволен от тези печалби, които според Рос са щели да бъдат по-големи, ако Ричард бил проявил твърдост, за да капитализира ситуацията, докато е в контрол на Единбург. В нейния анализ на характера на Ричард Кристин Карпентър го вижда като войник, който е по-свикнал да получава заповеди, отколкото да ги дава. Той обаче не е несклонен да показва войнолюбивите си черти, при възкачването си на престола той изявява желание да поведе кръстоносен поход „не само срещу турците, но и срещу всички [негови] врагове“.

### Ланкастъри
Хенри Тюдор е незапознат с военното изкуство и е странник в земята, която се опитва да завземе. Той прекарва първите четиринадесет години от живота си в Уелс, а следващите четиринадесет в Бретан и Франция. Със слабо телосложение, но силен и решителен, Хенри няма склонност към битка и не е голям войн. Летописци като Полидор Вергилий и Педро де Аяла го виждат като по-заинтересован от търговията. Несражавал се в нито една битка, Хенри набира няколко опитни ветерани, на които може да разчита за военни съвети и командването на армиите му.
В ранните етапи на Войната на розите семейство Станли са предимно ланкастъри. Сър Уилям Станли обаче е твърд поддръжник на йорките, били се в битката при Блор Хийт през 1459 г. и помага на Хейстингс да потуши въстанията срещу Едуард IV през 1471 г. Когато Ричард взема короната сър Уилям не показва склонността да се обърне срещу новия крал, въздържайки се да се присъедини към бунта на Бъкингам, за което обилно е награден. По-възрастният брат на сър Уилям, Томас Станли, 2-ри барон Станли, не е толкова постоянен. До 1485 г. служи на трима крале, именно Хенри VI, Едуард IV и Ричард II. Умелите политически маневри на лорд Станли – колебаещ се между различни страни, докато стане ясно кой ще победи – му спечелва високи постове, той е шамбелан на Хенри и камерхер на Едуард. Неговата неангажираща позиция до критичния момент на битката, му спечелва лоялността на мъжете му, които чувства, че няма ненужно да ги изпрати на смърт.

## Прелюдия
Хенри прекосява Ла Манша през 1485 г. без инцидент. Той отплава от Арфльор на 1 август и с благоприятни ветрове акостира в залива Мил на северната страна на Милфорд Хейвън (Уелс) на 7 август, завземайки лесно близкия замък Дейл. Макар да е приветстван от съвременни уелски бардове като родния принц, който ще върне страната им отново към славата Хенри получава приглушен отговор от местното население. На брега не го очаква радостно посрещане и неколцина уелсци се присъединяват към армията му в марша му навътре в сушата. Когато достига до Хейвърфорд, графския център на Пембрукшър. Пълководецът на Ричард в Южен Уелс, сър Уолтър Хърбърт не минава да пресрещне Хенри и двама от офицерите му, Ричард Грифит и Евън Морган, дезертират на страната на Хенри с хората си.
Хенри също спечелва на своя страна Рис ап Томас, който е водеща фигура в Западен Уелс. Ричард е назначил Томас за пълководец в Западен Уелс заради отказа му да се присъедини към бунта на Бъкингам, искайки да предаде сина си Грифид ап Рис ап Томас като заложник, макар според някои източници Рис да е успял да се измъкне от това искане. Друга видна местна личност, Рис Фаур ап Маредуд, също се присъединява към Хенри. Хенри минава през Абъристуит докато Рис поема по по-южен маршрут, набирайки 500 уелсци на път и се присъединява към Хенри при Уелшпул. На 15 или 16 август Хенри пресича английската граница и се отправя към Шрюсбъри.
От 22 юни Ричард знае за предстоящото нахлуване на Хенри и е заповядал на лордовете си да поддържат високо ниво на готовност. Новини за дебаркирането на Хенри достигат Ричард на 11 август, но са нужни три или четири дни на пратениците му да уведомят лордовете му за мобилизацията на краля им. На 16 август йоркската армия започва да се събира; Норфък се отправя към Лестър, събирателната точка онази нощ. Град Йорк, традиционна крепост за семейството на Ричард, иска инструкции от краля и получавайки отговор след три дни изпраща 80 мъже, които да се присъединят към краля. Същевременно Нортъмбърланд, чиято северна територия е най-отдалечена от столицата, е събрал мъже и яздил до Лестър.
Хенри не се отправя директно към Лондон. След като си почиват в Шрюсбъри неговите сили се отправят към Шрюсбъри и вземат Гилбърт Талбът и други английски съюзници, включително дезертьори от силите на Ричард. Въпреки че размерът ѝ значително се е увеличил след дебаркирането армията на Хенри не е все още достатъчно голяма, за да се изправи срещу силите, които Ричард може да събере. Ходът на Хенри през Стафърдшър е бавен, отлагайки конфронтацията с Ричард, така че да може да събере повече хора към каузата си. На 21 август семейство Станли лагеруват на склоновете на хълм северно от Дадлингтън докато Хенри станува с армията си северно от Уайт Муурс, северозападно от техния лагер.
На 20 август Ричард стига до Лестър и се присъединява към Норфък. Нортъмбърланд пристига на следващия ден. Кралската армия продължава на запада, за да пресрещне походът на Хенри към Лондон. Минавайки село Сатън Чийни, Ричард придвижва армията си към Амбиън Хил (хълм в Лестършър), който счита, че ще е от тактическа стойност и лагерува. Сънят на Ричард не е спокоен и според Кройландксата хроника на сутринта лицето му е „по-посиняло и мъртвешко“ от обикновено.

## Сражение
Йоркската армия, наброяваща около 10 000 мъже, се разгръща по билото на хълма от запад на изток. Групата копиеносци на Норфък застава на десния фланг, в отбрана на оръдията и около 1200 стрелци. Групата на Ричард, състояща се около 3000 пешаци, образува центъра. Мъжете на Нортъмбърланд отбраняват десния фланг: той има приблизително 4000 мъже, много от тях на коне. Застанал на върха на хълма Ричард има обширна безпрепятствена гледка на района. Той може да види семейство Станли с техните 6000 мъже на позицията им при Дадлингтън Хил, докато на югозапад е армията на Хенри.
Хенри има много малко англичани, по-малко от хиляда, в своята армия. Между триста и петстотин от тях са изгнаници, които са избягали от управлението на Ричард, а останалите са мъжете на Талбът и скорошни дезертьори от армията на Ричард. Историкът Джон Маки вярва, че 1800 френски наемници, водени от Филибер де Шанде, образуват ядрото на армията на Хенри. Според шотландската легенда шотландски наемници също служат на Хенри в неговото нашествие, макар че Маки отхвърля това, размишлявайки, че ако е имало шотландски войници сред мъжете на Хенри, те са само няколко способни офицери. Французите общо взето гледат снизходително на военните способности на шотландците, презирайки да ги използват в голяма численост. Общо армията на Хенри наброява около 5000 души, значителна част от която е съставена от набраните в Уелс доброволци. Уелската сила на Рис ап Томас е описана като достатъчно голяма „да унищожи“ останалата част от силите на Хенри.
Хенри изпраща пратеници при Станли, искайки от него да обяви предаността си. Отговорът е уклончив, Станли разбира се ще дойдат щом даде заповеди на армията си и я строи за битка. Хенри няма избор освен да се изправи срещу Ричард сам. Добре наясно със собствената си военна неопитност, Хенри предава командването на армията си на Оксфорд и се оттегля отзад на армията си с телохранителите си. Оксфорд, виждайки огромната линия на армията на Ричард, разпростряна по билото на хълма, решава да държи хората си заедно, вместо да ги раздели на традиционните авангард, център и ариергард. Той изрично заповядва на войниците да не се отделят на повече от 10 метра от частите си, страхувайки се, че ще бъдат обкръжени от всички страни. Индивидуалните групи се струпват, образувайки една единна голяма маса, защитавана от конници по крилата.
Ланкастрийците са тормозени от оръдията на Ричард докато маневрират около блато покрай югозападното подножие на хълма, търсейки по-твърда земя. Щом веднъж Оксфорд и мъжете му се измъкват от блатото групата на Норфък и няколко контингента от групата на Ричард започват да настъпват. Облаци от стрели обсипват и двете страни докато те се приближават. Мъжете на Оксфорд се оказват по-стабилни в последвалата ръкопашна битка; те задържат позициите си и няколко от мъжете на Норфък, наборници от Южна Англия, бягат от полето. Виждайки, че силата му е в неблагоприятно положение, Ричард дава сигнал на Нортъмбърланд да помогне, но неговата група не показва знаци на придвижване. Историци като Хоръкс и Пю вярват, че Нортъмбърланд е избрал да не помогне на краля по лични причини. Рос предполага, че тясното било на хълма е попречило на Нортъмбърланд да напредне. Графът трябвало или да премине през съюзниците си или да осъществи широка обхождаща маневра – почти невъзможна за изпълнение, предвид стандарта на трениране от онова време – за да влезе в сражение с мъжете на Оксфорд.
В този критичен момент Хенри язди до Станли. Виждайки това Ричард решава да свърши битката бързо като убие вражеския командир. Той повежда атака с 800 конници покрай основното меле и се врязва в групата на Хенри. Ричард убива знаменосеца на Хенри, сър Уилям Брандън и сваля от коня едрия Джон Чийн, бивш знаменосец на Едуард IV с удар в главата със счупеното си копие. Телохранителите на Хенри ограждат господаря си и успяват да го държат настрана от йоркисткия крал. Междувременно, виждайки Ричард да е забъркан в схватка с мъжете на Хенри, и отделен от основните си войски, Уилям Станли прави своя ход. Той повежда мъжете си в боя на страната на Хенри. Срещу по-многочислен противник, групата на Ричард е обкръжена и постепенно притисната срещу блатото. Знаменосецът на Ричард, сър Пърсивал Тируел, загубва краката си, но държи знамето високо вдигнато докато не е посечен до смърт. Конят на краля затъва в меката почва и той е принуден да продължи боя спешен. Неговите последователи му предлагат конете си, за да избяга, но Ричард отказва. Всички летописци се съгласяват, че Ричард се сражава храбро до края, надмогнат от масите уелски копиеносци около него, последният йоркски крал загива на бойното поле. Войските му се разпадат с разпространението на новината за смъртта му; Нортъмбърланд и мъжете му бягат на север, виждайки съдбата на краля, а Норфък е убит.

## След битката
След битката е намерена короната на Ричард и е занесена на Хенри, който е коронован на върха на Краун Хил, близо до село Стоук Голдинг. Според Вергил, официален историк на Хенри, лорд Станли намира короната. Според легендата короната е намерена в глогов храст, какъвто и фигурира на герба на Хенри. Според хрониката на Въргил 100 души от армията на Хенри загиват срещу 1000 от армията на Ричард, съотношение, което Чраймс счита за преувеличено. Телата на падналите са отнесени в църквата Сейнт Джеймсис за погребение. Хенри обаче отказва да погребе Ричард незабавно. Вместо това тялото му е съблечено и вързано на кон. Тялото му е откарано в Лестър и открито показано в църква, за да се покаже смъртта му. След два дни трупът е погребан в обикновен неозначен гроб.
Хенри освобождава наемниците в армията си, запазвайки само малка част от местни войници, които образуват ядрото на гвардията му и установяват управлението му в Англия. Той убеждава парламента да отмени лишаването от граждански права и да обяви царуването на Ричард за незаконно, въпреки че то остава в аналите на английската история. Обявяването на децата на Едуард IV за незаконни също е отменено, с което се възстановява статута на Елизабет като принцеса. Бракът на Елизабет, наследница на Йоркската династия, за Хенри, господар на Ланкастрийската династия, поставя края на войната между двете династии и началото на Тюдоровата династия. Сватбата обаче е отложена до обявяването на Хенри за крал и установяването на претенцията му за престола достатъчно твърдо, за да се изключи Елизабет и нейния род. Хенри също убеждава парламента да датира царуването му от деня преди битката, позволявайки онези, които са се били срещу него при Босуърт да бъдат обявени за предатели. Нортъмбърланд, който остава бездействен по време на битката е затворен, но по-късно освободен и възстановен, за да се усмирят Севера в името на Хенри. Чистката на онези, които са се били за Ричард заема първите две години от управлението на Хенри, въпреки че по-късно се оказва готов да приеме тези, които му се подчиняват без значение на предишната им преданост.
От своите поддръжници Хенри награждава семейство Станли най-щедро. Освен че прави Уилям свой шамбелан, той дава графството на Дарби на лорд Станли, заедно с грамоти и постове в други имения. Хенри награждава Оксфорд като му възстановява земите и титлите, конфискувани му от йорките и го назначава за Управител на кулата и адмирал на Англия, Ирландия и Аквитания. От своя род той прави Джаспър Тюдор херцог на Бедфърд. Връща на майка си земите и грамотите, отнети ѝ от Ричард и я разполага като кралица майка в двореца и вярно я обслужва през цялото си царуване. Елтън посочва, че щедростта на Хенри към поддръжниците му при Босуърт е краткотрайна. В по-късни години той повишава онези, които най-добре обслужват интересите му.
Две години след битката при Босуърт Ламбърт Симнел е обявен за Едуард Плантагенет, 17-и граф на Уоруик, племенник на Едуард IV. Графът на Линкълн го подкрепя за трона и повежда бунтовни сили в името на Йоркската династия. Бунтовната армия отбива няколко атаки от силите на Нортъмбърланд пред да влезе в сражение с армията на Хенри на 16 юни 1487 г. при Стоук Фийлд. Оксфорд и Бедфърд водят хората на Хенри, включително и няколко бивши поддръжници на Ричард III. Хенри лесно печели битката, но други недоволства и заговори продължават. През 1489 г. започва бунт с убийството на Нортъмбърланд. Военният историк Майкъл Адамс казва, че авторът на бележка, оставена при трупа на Хенри обвинява Нортъмбърланд за смъртта на Ричард.

## Наследство
Хенри се опитва да представи битката като ново начало за страната; той наема летописци, които да опишат царуването му като „модерна епоха“, започнала през 1485 г. Средновековието в Англия свършва в годината 1485 и според Английско наследство след нашествието на Уилям Завоевателя през 1066 г. това е най-важната година в английската история. Обрисувайки Ричард като прегърбен тиранин, който узурпира трона като убива племенниците си Тюдоровите историци придават мит на битката: тя става епичен сблъсък между доброто и злото със задоволителен морален изход. Историци като Адамс и Хоръкс вярват, че Ричард губи битката не заради митични причини, а заради проблеми с духа и лоялността на армията си. Повечето обикновени войници намират за трудно да се бият за господар, комуто нямат доверие и някои лордове вярват, че ситуацията им може да се подобри, ако Ричард е детрониран. Според Адамс срещу такова двуличие отчаяната атака на Ричард е единственото рицарско поведение на полето. Както казва историкът Майкъл Бенет „атаката на Ричард е лебедовата песен на [средновековното] английско рицарство“. Девет дни след битката Уилям Какстън отпечатва историята на Томас Малъри за рицарство и убийство Le Morte d'Arthur, изглежда като отговор за смъртта на Ричард, от когото е бил спонсориран.
Уилям Шекспир драматизира битката в пиесата си Ричард III, в която тя е представена като дуел между Хенри Тюдор и Ричард III. Шекспир използва техния дуел, за да сложи кулминационен край на Войната на розите и я обрисува като „недвусмислен триумф на доброто над злото“. Шекспир преувеличава причината за неспокойната нощ на Ричард, представяйки се, че кралят е бил преследван от призраци на онези, които е убил, включително на Бъкингам. Ричард е описан като имащ пристъп на съвестност, но като говори възвръща увереността си, казвайки, че ще бъде зъл, ако е необходимо, за да задържи короната си.
Официално бойното поле се счита, че е в близост до градчето Маркет Босуърт в Лестършър, близо до с. Дадлингтън.